# Vaccin HPV

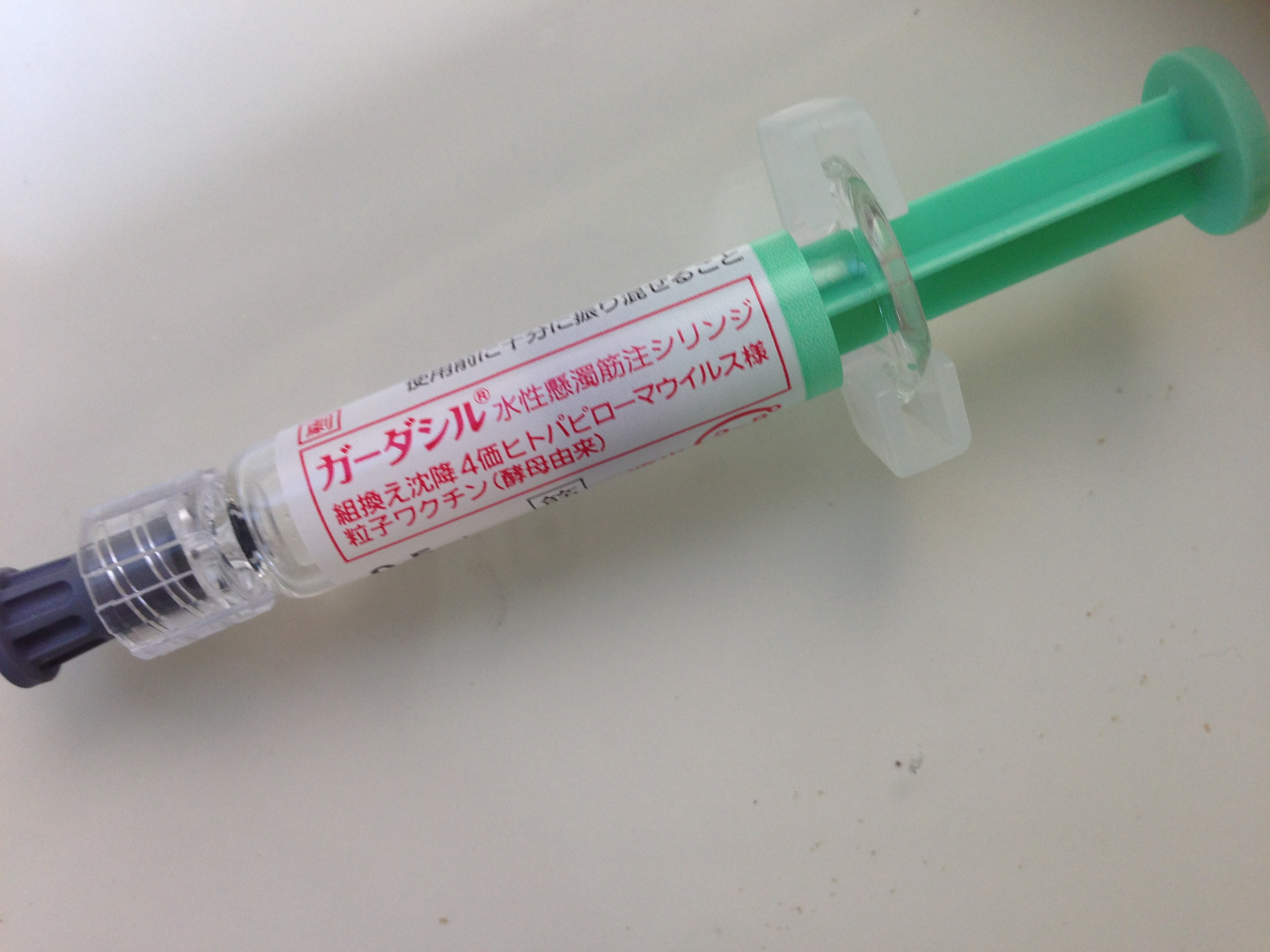
Aceasta este o vaccină HPV, care atenționează infecția cu anumite tipuri de viruși papiloma uman.

Vaccinul HPV contra infecției cu Human Papiloma Virus (HPV sau Virusul Papiloma Uman) sunt vaccinurile care previn infecția cu anumite tipuri de viruși papiloma uman. Vaccinurile disponibile protejează împotriva a două, patru sau nouă tipuri de HPV. Toate vaccinurile protejează cel puțin împotriva HPV 16 și 18, cauzele celui mai ridicat risc de cancer cervical. Se estimează că acestea pot preveni 70% din cazurile de cancer cervical, 80% din cazurile de cancer anal, 60% din cazurile de cancer cervical, 40% din cazurile de cancer vulvar, și, posibil, anumite tipuri de  cancer al gurii. În plus, acestea previn apariția anumitor negi genitali, oferind o protecție ridicată împotriva tipurilor de HPV 4 și 9.
Organizația Mondială a Sănătății (OMS) recomandă vaccinurile contra HPV ca și parte a vaccinării de rutină în țările care și le permit, împreună cu alte măsuri de prevenire. În funcție de vârsta persoanei, este nevoie de două sau mai multe doze de vaccin. Se recomandă vaccinarea fetelor cu vârstele cuprinse între nouă și treisprezece ani. Vaccinurile oferă protecție pentru cel puțin 8 ani. Însă, chiar și după vaccinare, este necesar un  screening pentru a depista cancerul cervical. Vaccinarea unei mari părți ale populației poate fi în beneficiul celei rămase nevaccinate. Însă, vaccinul nu ajută persoanele deja infectate.
Vaccinurile contra HPV-ului sunt foarte sigure. Durerea la nivelul injecției este prezentă la 80% dintre oameni. De asemenea, în zona respectivă pot apărea umflături, roșeață și febră. Nu a fost găsită nicio legătură cu sindromul Guillain-Barre.
Primul vaccin HPV a devenit disponibil în 2006. Din 2014, 58 țări l-au inclus în rutina de vaccinare, cel puțin pentru fete. Acest vaccin se află pe Lista medicamentelor esențiale ale Organizației Mondiale a Sănătății, lista celor mai importante medicamente recomandate pentru un sistem de sănătate. Din 2014, costul unei doze este de aproximativ 47 USD. În Statele Unite ale Americii, acesta costă peste 200 USD. Vaccinarea poate fi rentabilă în țările în curs de dezvoltare.
În România prima campanie națională de vaccinare a avut loc în 2008 dar a fost un eșec deoarece cu doar 2% de eleve cu vârsta între 9 și 11 care erau grupul-țintă s-au vaccinat. De atunci Societatea Națională de Medicină de Familie se implică periodic în campanii de informare a publicului.